# تپه زیر ری
تپه زیر ری مربوط به هزاره اول قبل از میلاد است و در شهرستان ملایر، بخش سامن، دهستان حرم رود سفلی، روستای اسکنان واقع شده و این اثر در تاریخ ۲۶ اسفند ۱۳۸۷ با شمارهٔ ثبت ۲۶۱۵۸ به‌عنوان یکی از آثار ملی ایران به ثبت رسیده است.